# Ethel Gordon Fenwicková
Ethel Gordon Fenwicková, rozená Mansonová (26. ledna 1857 Elgin – 13. března 1947) byla britská zdravotní sestra a reformátorka ošetřovatelské péče ve Spojeném království. Bojovala za přijetí národního ošetřovatelského certifikátu, aby dodala na vážnosti profesi zdravotní sestry. V parlamentu také lobbovala za regulaci této pracovní činnosti, která měla být nadále dostupná pouze registrovaným zdravotním sestrám.

## Kariéra
Narodila se nedaleko Elginu ve Skotsku 26. ledna 1857 do rodiny bohatého lékaře a farmáře Davida Davidsona Mansona a jeho ženy Harriette, rozené Palmerové. Její otec zemřel, ještě když byla malé dítě, a její matka se znovu provdala za poslance George Storera. Ethel Gordon Mansonové se dostalo soukromého vzdělání na škole Middlethorpe Hall v Yorkshiru. Ve věku 21 let zahájila výcvik na zdravotní sestru v Dětské nemocnici v Nottinghamu (anglicky: Children's Hospital Nottingham), kde byla praktikantkou. Poté působila v Královské nemocnici v Manchesteru (anglicky: Manchester Royal Infirmary). Její odborné schopnosti byly brzy rozpoznány a krátce nato odešla do Londýna, kde pracovala v nemocnici ve Whitechapelu a Richmondu.
V roce 1881 ve věku 24 let se stala vrchní sestrou v Nemocnici sv. Bartoloměje (anglicky: St Bartholomew's Hospital) a v této funkci zde zůstala až do roku 1887, kdy rezignovala kvůli své svatbě s doktorem Bedfordem Fenwickem. S ním později měla syna Christiana, který se narodil roku 1888.

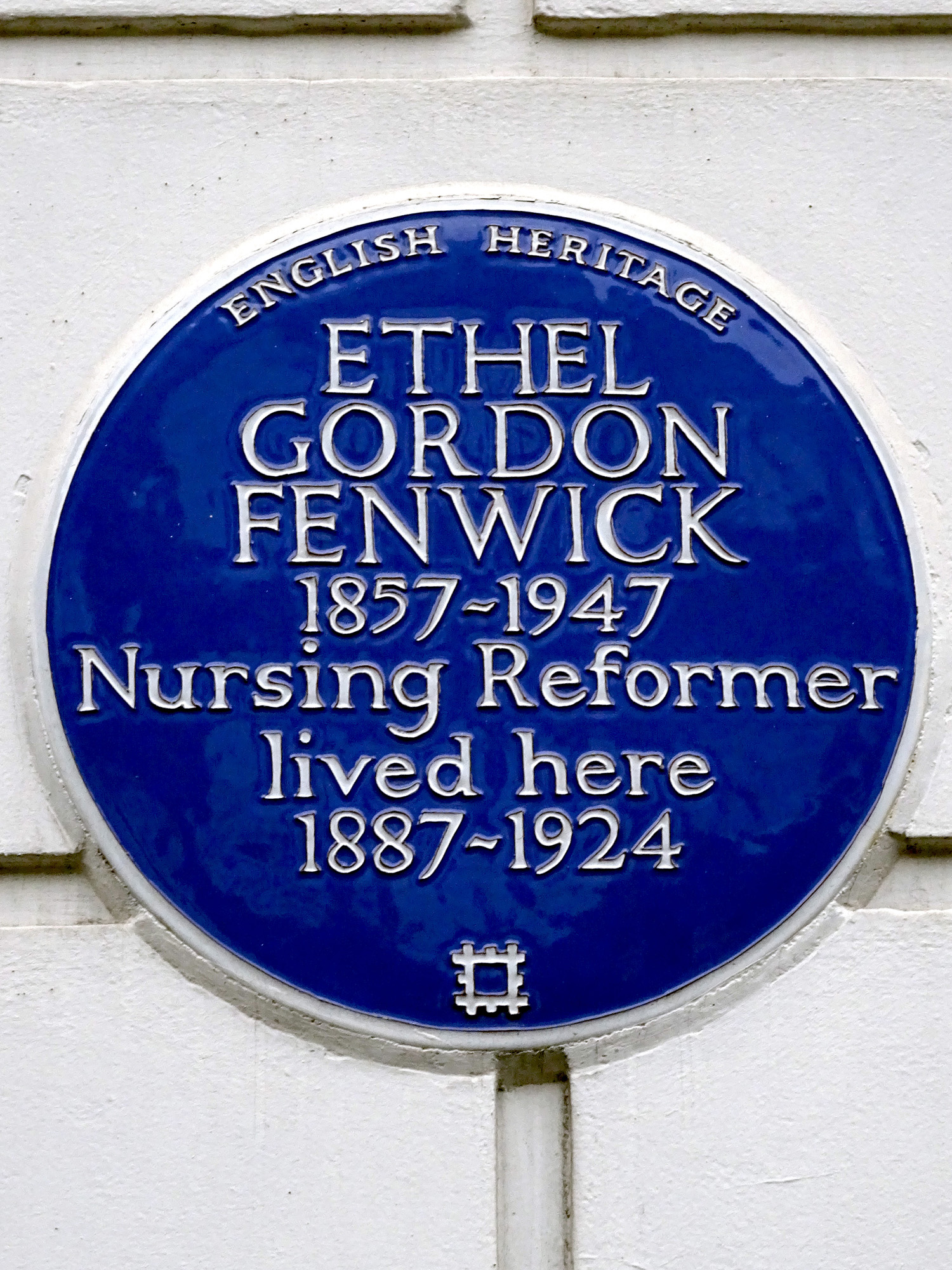
Modrá plaketa na domě kde dříve E. G. Fenwicková bydlela.

V roce 1887 založila Královský svaz britských zdravotních sester (anglicky: Royal British Nurses' Association). Byla také nápomocna při zakládání Mezinárodní nadace Florence Nightingalové. Mimo jiné se zasloužila o podstatné prodloužení výcviku zdravotních sester a lobbovala také za jejich registraci ve Spojeném království. Toho dosáhla v roce 1919 kdy byl přijat Zákon o registraci zdravotních sester (anglicky: Nurses Registration Act 1919) a sama se po otevření registru v roce 1923 stala „zdravotní sestrou č. 1“. Nešlo ale o první národní registr zdravotních sester na světě. Jako první byl podobný registr zaveden v roce 1902 na Novém Zélandu a první registrovanou sestrou se stala Ellen Doughertyová.
V roce 1893 převzala časopis Nursing Record, jehož se v roce 1903 stala editorkou. Časopis byl poté přejmenován na The British Journal of Nursing. Po dobu 54 let pak do tohoto časopisu přispívala svými myšlenkami a názory. Nesouhlasila například s Florence Nightingalovou a Henrym Burdettem v otázce registrace zdravotních sester. Věřila v potřebu kvalitního výcviku pro zajištění odpovídající kvality této profese. Zároveň nesouhlasila s placeným výcvikem, protože to podle ní přivádělo k oboru špatnou sortu dívek. Také velmi toužila mít kontrolu i nad domácí ošetřovatelskou prací.
V roce 1927 založila British College of Nurses s dotací 100 000 £ od jednoho vděčného pacienta doktora Fenwicka. Stala se ředitelkou této školy a až do konce svého života zde také zastávala funkci pokladníka.

## Konec života
Se svým manželem žila po mnoho let odloučeně a v roce 1939 ovdověla. V červnu 1946 si následkem pádu zlomila stehenní kost a ani přes veškerou péči, které se jí dostalo, se zranění nikdy nezahojilo. Zemřela 13. března 1947 ve věku 90 let v domě své přítelkyně. Její popel byl poté uložen vedle její matky.
V roce 1999 byla na dům v Londýně, ve kterém dříve bydlela, umístěna „modrá plaketa“ (anglicky: blue plaque), která ji připomíná.